# Persone di nome Ariel
| Questa pagina contiene informazioni ricavate automaticamente dalle voci biografiche con l'ausilio del template Bio e di un bot. L'aggiornamento è periodico e automatico e ricostruisce completamente la pagina. Se manca una persona in questa lista, sei pregato di non aggiungerla, ma accertati piuttosto che la sua voce biografica contenga il template Bio e che i dati anagrafici siano correttamente compilati. Se il template Bio manca, inseriscilo tu stesso o, in alternativa, metti l'avviso {{tmp\|Bio}} che ne segnala la mancanza. Se i dati riportati sono sbagliati, correggi direttamente la voce biografica; le modifiche saranno visibili in questa lista entro pochi giorni. Per chiarimenti vedi il progetto antroponimi. La lista contiene solo le 81 persone che sono citate nell'enciclopedia e per le quali è stato implementato correttamente il template Bio. Pagina aggiornata al 23 mag 2025. |

Questa è una lista di persone presenti nell'enciclopedia che hanno il nome Ariel, suddivise per attività principale.

## Allenatori di calcio(3)
- Ariel Broggi, allenatore di calcio e ex calciatore argentino (San Martín, n. 1983)
- Ariel Holan, allenatore di calcio argentino (Lomas de Zamora, n. 1960)
- Ariel Ibagaza, allenatore di calcio e ex calciatore argentino (Buenos Aires, n. 1976)

## Allenatori di pallacanestro(3)
- Ariel Amarillo, allenatore di pallacanestro argentino (n. 1967)
- Ariel Beit Halahmy, allenatore di pallacanestro israeliano (n. 1966)
- Ariel Rearte, allenatore di pallacanestro argentino (Resistencia, n. 1976)

## Attori(2)
- Ariel Clark, attore statunitense (Contea di Monterey, n. 1984 - Los Angeles, † 2007)
- Ariel Staltari, attore, produttore televisivo e musicista argentino (Ciudadela, n. 1974)

## Attrici(8)
- Ariel Besse, attrice francese (Nizza, n. 1965 - Flayosc, † 2022)
- Aree Davis, attrice statunitense (Park Forest, n. 1991)
- Ariel Gade, attrice statunitense (San Jose, n. 1997)
- Ari Graynor, attrice statunitense (Boston, n. 1983)
- Baby Ariel, attrice e cantante statunitense (Pembroke Pines, n. 2000)
- Ariel Mortman, attrice statunitense (New York, n. 1994)
- Ariel Waller, attrice canadese (Toronto, n. 1998)
- Ariel Winter, attrice statunitense (Los Angeles, n. 1998)

## Calciatori(31)
- Ariel Beltramo, ex calciatore argentino (Brinkmann, n. 1969)
- Ariel Betancourt, ex calciatore cubano (Zulueta, n. 1970)
- Ariel Borysiuk, ex calciatore polacco (Biała Podlaska, n. 1991)
- Ariel Cozzoni, ex calciatore argentino (Rosario, n. 1964)
- Ariel Cólzera, calciatore argentino (Resistencia, n. 1986)
- Ariel Fernández, calciatore uruguaiano
- Ariel Garcé, ex calciatore argentino (Tandil, n. 1979)
- Ariel Matías García, calciatore argentino (Bell Ville, n. 1991)
- Ariel Grana, ex calciatore argentino (Capital Federal, n. 1976)
- Ariel Graziani, ex calciatore argentino (Empalme Villa Constitución, n. 1971)
- Ariel Harush, calciatore israeliano (Gerusalemme, n. 1988)
- Ariel Krasouski, ex calciatore uruguaiano (San José de Mayo, n. 1958)
- Ariel Lassiter, calciatore costaricano (Turrialba, n. 1994)
- Ariel López, ex calciatore argentino (Lanús, n. 1974)
- Ariel Martínez, ex calciatore cubano (Sancti Spíritus, n. 1986)
- Ariel Martínez, calciatore cileno (Melipilla, n. 1994)
- Ariel Mosór, calciatore polacco (Katowice, n. 2003)
- Ariel Nahuelpán, calciatore argentino (Villa Luro, n. 1987)
- Ariel Ngueukam, calciatore camerunese (Yaoundé, n. 1988)
- Ariel Augusto Nogueira, calciatore brasiliano (Petrópolis, n. 1910 - Rio de Janeiro, † 2005)
- Ariel Roberto Pereyra, ex calciatore argentino (Mendoza, n. 1973)
- Emmanuel Pío, calciatore argentino (Baradero, n. 1988)
- Ariel Francisco Rodríguez, calciatore costaricano (San José, n. 1989)
- Ariel Rojas, ex calciatore argentino (Garín, n. 1986)
- Ariel Rosada, ex calciatore argentino (Buenos Aires, n. 1978)
- Ariel Salas, ex calciatore cileno (Santiago del Cile, n. 1976)
- Agustín Sant'Anna, calciatore uruguaiano (Montevideo, n. 1997)
- Ariel Seltzer, ex calciatore argentino (Villa Ocampo, n. 1981)
- Ariel Soto, calciatore costaricano (San José, n. 1991)
- Ariel Uribe, calciatore cileno (Valparaíso, n. 1999)
- Ariel Zárate, ex calciatore argentino (Buenos Aires, n. 1973)

## Cantanti(1)
- Ariel Lin, cantante e attrice taiwanese (Taipei, n. 1982)

## Cestiste(2)
- Ariel Atkins, cestista e allenatrice di pallacanestro statunitense (Dallas, n. 1996)
- Ariel Massengale, ex cestista statunitense (Downers Grove, n. 1993)

## Cestisti(9)
- A.J. Edu, cestista filippino (Cipro, n. 2000)
- Ariel Eslava, ex cestista argentino (Buenos Aires, n. 1979)
- Ariel Filloy, cestista argentino (Córdoba, n. 1987)
- Ariel Hukporti, cestista tedesco (Stralsund, n. 2002)
- Ariel Maughan, cestista statunitense (Salt Lake City, n. 1923 - Asheville, † 1997)
- Ariel Olascoaga, cestista uruguaiano (Treinta y Tres, n. 1929 - † 2010)
- Ariel Robinson, ex cestista statunitense (n. 1989)
- Ari Rosenberg, ex cestista canadese (Montréal, n. 1964)
- Ariel Svoboda, cestista argentino (Buenos Aires, n. 1985)

## Chimici(1)
- Ariel Fernandez, chimico e biofisico argentino (Bahía Blanca, n. 1957)

## Compositori(1)
- Ariel Ramírez, compositore argentino (Santa Fe, n. 1921 - Buenos Aires, † 2010)

## Critici letterari(1)
- Ariel Rathaus, critico letterario, traduttore e docente israeliano (Roma, n. 1949)

## Fumettisti(1)
- Ariel Olivetti, fumettista argentino (Buenos Aires, n. 1967)

## Giocatori di calcio a 5(1)
- Ariel Di Pierro, ex giocatore di calcio a 5 uruguaiano (n. 1970)

## Giocatori di football americano(1)
- Ariel Mofondo, ex giocatore di football americano britannico (n. 1988)

## Giornalisti(1)
- Ariel Helwani, giornalista canadese (Montréal, n. 1982)

## Hockeisti su pista(1)
- Ariel Romero, hockeista su pista argentino (San Juan, n. 1986)

## Judoka(1)
- Ariel Zeevi, judoka israeliano (Bnei Brak, n. 1977)

## Nuotatrici(1)
- Ariel Nassee, nuotatrice artistica israeliana (n. 2003)

## Pallavoliste(1)
- Ariel Turner, pallavolista statunitense (Highlands Ranch, n. 1991)

## Polistrumentisti(1)
- Ariel Pink, polistrumentista, cantante e compositore statunitense (Los Angeles, n. 1978)

## Politici(2)
- Ariel Henry, politico haitiano (Port-au-Prince, n. 1949)
- Ariel Sharon, politico e generale israeliano (Kfar Malal, n. 1928 - Ramat Gan, † 2014)

## Produttori discografici(1)
- Ariel Rechtshaid, produttore discografico e polistrumentista statunitense (Los Angeles, n. 1979)

## Pugili(1)
- Ariel Hernández, ex pugile cubano (Guane, n. 1970)

## Registi(2)
- Ariel Rotter, regista cinematografico, sceneggiatore e produttore cinematografico argentino (Buenos Aires, n. 1973)
- Ariel Vromen, regista, sceneggiatore e produttore cinematografico israeliano (Tel Aviv, n. 1973)

## Scrittori(1)
- Ariel Kenig, scrittore e drammaturgo francese (n. 1983)

## Scrittrici(1)
- Ariel Durant, scrittrice russa (Proskurov, n. 1898 - Los Angeles, † 1981)

## Storici(1)
- Ariel Toaff, storico italiano (Ancona, n. 1942)

## Tennisti(1)
- Ariel Behar, tennista uruguaiano (Montevideo, n. 1989)